# Падіння Фаетона (Мікеланджело)
«Падіння Фаетона» (італ. Caduta di Fetonte) — малюнок вугіллям на папері (31,2х21,5 см) італійського скульптора та художника Мікеланджело Буонарроті, датований приблизно 1533 роком. Зберігається в Британському музеї в Лондоні.

## Історія та опис

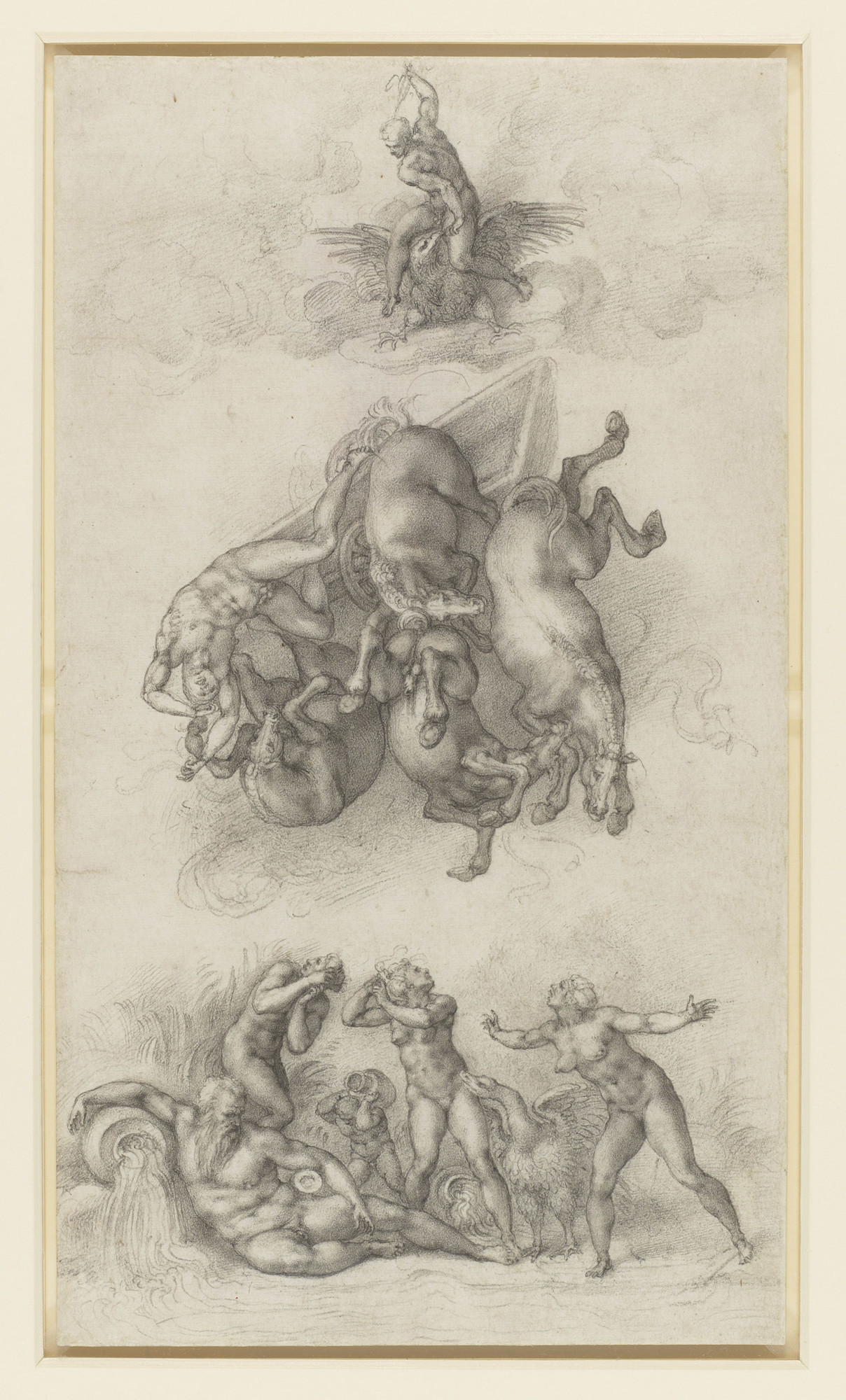
Віндзорська версія

Цю роботу Мікеланджело зробив для Томмазо деї Кавальєрі. Існує також другий малюнок із цією ж темою в Королівській колекції у Віндзорському замку. Також відомі інші малюнки, які Мікеланджело йому зробив і подарував — «Ганімед», «Тітій», «Вакханалія дітей».
Міф про Фаетона, взятий з «Метаморфоз» Овідія, представлений на малюнку трьома групами фігур, розташованими вертикально. Угорі Зевс кидає блискавку, щоб покарати Фаетона, сина Аполлона, який таємно забрав колісницю Геліоса, змусивши її проїхати надто близько до землі, що почала горіти; у центрі зображено колісницю з чотирма кіньми і Фаетона, який ось-ось впаде додолу, хлопця зображено огололеним; внизу можна побачити чотири фігури в гаю: дві жінки, сестри Геліади, які, знаючи про падіння хлопця, у розпачі дивляться на небо і перетворюються на тополі; Кікн, який підносить руки до свого обличчя на знак болю, і ще простягнена чоловіча фігура, яка спостерігає за небом: як символізує ваза поруч, це — річкове божество Ерідан (річка По), у яку Фаетон упаде. У «Віндзорській версії» перетворення дівчат краще показано, а Кікн стає лебедем.
Унизу аркуша — присвята Томмазо де Кавальєрі, якому пропонується ще незавершений «прикидка сюжету» (італ. disegno di presentazione), і якщо він не сподобається юнакові, то Мікеланджело зобов'язався наступного вечора зробити інший або ж взятися завершити цей.

## Інтерпретації
Критики сумніваються, чи є в сюжеті, який зазвичай використовується як моральне застереження, особливе повідомлення, яке художник хотів донести до юнака, чи це просто класичний мотив.

## Виноски
1. ↑  Michelangelo Buonarroti (Caprese 1475-Rome 1564) - The Fall of Phaethon. www.rct.uk (англ.). Процитовано 25 жовтня 2022.